# دهستان بدرانلو
دهستان بدرانلو نام دهستانی در بخش مرکزی شهرستان بجنورد، استان خراسان شمالی در ایران است. براساس سرشماری مرکز آمار ایران در سال ۱۳۸۵، جمعیت آن ۲۰۲۷۸ نفر (۵۰۷۳ خانوار) بوده‌است.